# Балаклава
Балаклава (укр. Балаклáва, рус. Балаклáва, кт. Баликлава) бивши је град и лучко насеље на југозападном делу полуострва Крим. Центар је Балаклавског рејона и део Севастопољске области. За време Совјетског Савеза Балаклава је била подморничка база, који је данас музеј а град се бави туризмом. Балаклава је био самосталан град до 1957, када је постао део већег Севастопоља.
По Балаклави добила је назив зимска одећа — балаклава.

## Историја
Насеље су основали грчки трговци као Символон (Συμβολον) у античком периоду. Тада је приобални Крим имао пуно грчких колонија, нека имена градова су и данас грчког извора (нпр. Јевпаторија, Херсон, Феодосија...). У средњом веку био је под контролом Византије до 1365. када су га је заузела друга трговачка империја у то време - Ђенова. Под Ђеновљанима град је био назван Чембало. На јужном делу улазка у луку на брду се још данас налазе остаци ћеновске тврђаве Чембало. Ђенови је та колонија служила за извоз роба у друге крајеве (понајвише Турцима). Робови су углавном били руски и украјински Словени, које су на својим походима ухватили кримски Татари Златне хорде. 1475. град заузима Отоманска империја и назове га Balıklava, чији словенизовани назив носи и данас. 1711. Крим заузумају Руси за време Руско-турских ратова. 1787. град посјети руска цариица Катарина Велика.
За време кримског рата Балаклава је била и поморска база британске војске. Код Балаклаве се збила и, за британску војску, једна од трагичних битака. Британски Јуриш лаке коњице доживео је тежак пораз од стране добро позиционираних Руса.